# Juventude Académica Pessegueirense
A Juventude Académica Pessegueirense é um clube desportivo português sediado na freguesia de Pessegueiro do Vouga, Município de Sever do Vouga, no Distrito de Aveiro.

## História
O clube foi fundado em 1977 e o seu actual presiedente chama-se António Martins Pereira.

## Campo de jogos
- Campo da Portela (2500 espectadores)

## Ligas
- 2005-2006 - 1ª divisão distrital da Associação de Futebol de Aveiro

## Marca do equipamento
- Lacatoni

## Patrocínio
- Sociedade Construções Martins Pereira